# Ботнарь, Юрий
Юрий Ботнарь (рум. Iurii Botnari; род. 1951, Кишинёв) — дирижёр. Мастер искусств Молдавии (2013).

## Биография
Юрий Ботнари родился в Кишиневе. В возрасте 6 лет начал заниматься на скрипке в Музыкальной школe для одаренных детей. В 16 лет Юрий Ботнарь выиграл свою первую музыкальную премию как инструменталист. По окончании Кишиневской консерватории работал с разными оркестрами как исполнитель, аранжировщик и композитор.
В 1982 году стал победителем регионального конкурса молодых момпозиторов и состоялся его дирижерский дебют. В том же году был приглашен в Ленинградский государственный оркестр в качестве аранжировщика и дирижера. Одновременно продолжил обучение в области дирижирования у Профессора Ильи Мусина в Ленинградской консерватории.
В 1985 году был назначен художественным руководителем и главным дирижером Национального музыкального театра Молдавии. С 1987 года обучался в Московской государственной консерватории. Дирижировал оркестрами в качестве приглашенного дирижера по всей территории СССР.
В 1991 году стал музыкальным директором и главным дирижером арт-агентства «Est-Ind» (Москва).
В 1996 стал главным дирижером «Оркестра Большого Зала» Московской консерватории.
Начиная с 2003 года, выступает на гастролях с Академическим симфоническим оркестром Московской филармонии.
В 2010 году стал музыкальным директором фонда «Дж. Энеску Филармония».
В 2012 году Ботнарь с группой друзей и единомышленников создал международный благотворительный фонд «Royal Music Society».
Президент Международного фонда «Royal Music Society», голосующий член Премии «Грэмми», член Лиги американских оркестров, член Британского союза музыкантов, Главный дирижёр Симфонического оркестра Большого зала, приглашенный дирижер Академического симфонического оркестра Московской филармонии, приглашенный дирижёр Бухарестского Филармонического Оркестра, Национального оркестра Радио Румынии, Симфонического Оркестра Филармонии «Банат», Симфонического Оркестра Брно.
Получил докторскую степень в области дирижирования в Московской Государственной Консерватории им. П. И. Чайковского, где он учился у профессоров Юрия Симонова и Геннадия Рождественского. Ботнарь также получил степень Магистра в Санкт-Петербургской консерватории имени Н. А. Римского-Корсакова в классе профессора Ильи Мусина.
Вместе с Академическим симфоническим оркестром Московской филармонии, Симфоническим оркестром филармонии «Джордже Энеску» и Национальным оркестром Радио Румынии, Ботнарь записал произведения Чайковского, Рахманинова, Мусоргского и другие.

## Достижения
В 2003 году был награждён в Румынии Золотой медалью Дж. Энеску.
В 2005 году приобрел титул «Великие люди XXI Века» Американского биографического института.
В 2005 году включен в список «Международного биографического Центра» (Кембридж, Англия).
Член Лиги Американских Оркестров с 2001 года, член Британского Союза Музыкантов с 2010 года.
В 2010 году награждён Золотой медалью «Орден Стефана Великого» Республики Молдова.
В 2013 году присвоено почётное звание Мастер искусств Молдавии (рум. Maestru în Artă) за заслуги в развитии и пропаганде культуры, плодотворную творческую деятельность, вклад в углубление межкультурных связей и высокое художественное мастерство.